# 丘梅什蒂鄉

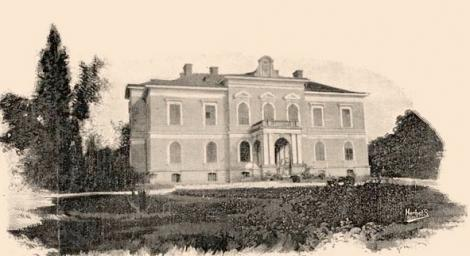

47°39′N 22°20′E / 47.650°N 22.333°E
丘梅什蒂鄉（羅馬尼亞語：Comuna Ciumești, Satu Mare），是羅馬尼亞的鄉份，位於該國西北部，由薩圖馬雷縣負責管轄，面積45平方公里，海拔高度130米，2007年人口1,440，人口密度每平方公里32人。